# Precis emma
Precis emma är en fjärilsart som beskrevs av Jean Baptiste Godart 1819. Precis emma ingår i släktet Precis och familjen praktfjärilar. Inga underarter finns listade i Catalogue of Life.